# Makin Football Club
Il Makin Football Club, o semplicemente Makin, è una squadra calcistica gilbertese con sede nell'atollo di Makin.

## Storia
Ha vinto la Kiribati National championship (la massima serie del campionato di calcio del Kiribati) per ben tre volte, nella stagione 1987, 2010 e 2013, il che lo rende la seconda squadra più titolata della nazione.

## Palmarès
- Kiribati National Championship: 3

1987, 2010, 2013